# Historia de Carbellino
Los primeros pobladores de Carbellino de Sayago ocuparon el territorio en la prehistoria. Se han encontrado restos de asentamientos prerromanos como el de “El Castillo”, castro junto al antiguo cauce del Tormes, y “La Mina”, asentamiento romano en donde han aparecido tégulas, doliums, sigillatas, molinos barquiformes y algunas monedas. Los núcleos diseminados de población se encontraban siempre a pocos metros de corrientes de agua, principalmente el río Tormes y los de las tres riveras del término municipal (rivera del Campo, rivera de Belén y rivera de Almeida). La rivera del Campo es la que más restos atesora; entre ellos, restos cerámicos, bifaces, puntas de flecha y cazoletas (petroglifos) prehistóricas talladas en bloques de granito cuyo significado aún hoy se discute. En esta misma rivera, a 4 kilómetros del núcleo urbano, y ya en el término de Almeida, se descubrieron los restos de un dolmen (dolmen del Casal del Gato) con un pequeño tesoro (brazalete, fíbulas, cuentas de collar, puntas de flecha...) perfectamente catalogado por la Universidad de Salamanca. En esta misma zona se han encontrado la mayor concentración de cazoletas de toda Zamora. A pocos metros se encuentran los Hervideros de San Vicente, un manantial de aguas termales sulfurosas que fue catalogado como una de las maravillas de la península ibérica según la prestigiosa publicación estadounidense del “Reader's Digest” en los años 70. En la actualidad han construido un surtidor público de aguas sulfurosas, y cerca de allí se levantan las instalaciones del Centro de Turismo Rural y Balneario de Almeida . En otra de las riveras de Carbellino se puede encontrar un manantial de aguas minero medicinales, también de origen sulfuroso, la conocida como fuente de “Las Curas”, haciendo referencia a las propiedades que su ingesta o los baños tenían sobre humanos y animales. En la actualidad esta fuente solo es visible en los años en los que las aguas del embalse se encuentran a bajo nivel.

## Romanización
En puntos concretos del término de Carbellino se han encontrado restos de las antiguas calzadas romanas ya que era un importante lugar de comunicación cercano a la Ruta de la Plata y a las comunicaciones entre Miranda, Fermoselle, y Salamanca… aunque ninguna de ellas se encuentra hoy en buenas condiciones. Las más importantes coinciden con carreteras asfaltadas o caminos que han sido muy modificados. Aunque nunca se han realizado catas arqueológicas ni estudios serios, se cree que en el punto conocido como “Las Cuatro Rayas”, en donde confluyen los términos de Carbellino, Roelos de Sayago, Almeida y Villamor de Cadozos, habrían existido multitud de campamentos y poblados a lo largo de la historia y por ello no es difícil encontrar restos arqueológicos de manera fortuita con un simple paseo por la zona.
En el siglo II a. de C., durante la dominación romana de la península, y según la creencia popular zamorana, nació en un chozo sayagués de la cercana población de Torrefrades un niño al que llamaron Viriato que se convirtió en el rey de los lusitanos. El “Terror Romanorum”, como era denominado, se opuso a la opresión de su pueblo. Luchó contra las tropas romanas con pequeños grupos guerreros armados con hondas y arcos, siendo precursor de la táctica bélica de “guerra de guerrillas”, que aún es utilizada en muchos de los conflictos internacionales. Esta táctica fue ideada por este cabrero y usada, por primera vez en la historia, en esta tierra. Los grandes bolos graníticos y los recovecos de los encinares de Carbellino ayudan a explicar el motivo de esta forma de lucha. En la actualidad, se siguen conmemorando las victorias de Viriato sobre los romanos el primer domingo de junio en la localidad de Fariza, con una romería en la que se sacan unos enormes pendones de varios metros de altura, que representan lo que en su origen eran los estandartes de las legiones romanas y las tropas auxiliares que fueron vencidas por el lusitano y que se exhibían como trofeo.

## Edad Media
Durante la Edad Media la invasión musulmana provocó el despoblamiento de la comarca y apenas dejó huellas más allá de términos, toponimia y muchas leyendas en las que los denominados “moros” eran considerados personajes malvados y peligrosos. Tras ese período repoblaron Sayago familias procedentes del norte de la península que ocuparon el territorio y reforzaron así la resistencia a una posible nueva invasión. Los pobladores de las zonas diseminadas comenzaron a concentrarse en el punto donde confluían las dos vías principales de Carbellino (donde actualmente se encuentra el cruce entre las carreteras de Almeida, el embalse y Roelos de Sayago). Los habitantes de la zona solían aprovechar aquel cruce como punto de reunión desde siglos antes de la llegada de los musulmanes. Se cree que en un principio lo harían a la sombra de un árbol (fórmula heredada de los pueblos celtas), muy probablemente un gran roble o carballo, que finalmente daría nombre al pueblo (carballo/Carbellino). Los cristianos construyeron en ese punto de reunión sus primeras edificaciones religiosas, mientras que el lugar de “concejo” pasó a ser una antigua fuente de piedra (posiblemente de origen romano), junto al lavadero que ya era el sitio natural de reunión para las mujeres. En la actualidad, y con algunas modificaciones, puede verse en perfecto estado en el lugar conocido como “Fuente de Concejo”. En el antiguo punto de reunión se elevó un sencillo altar, más tarde sustituido por una pequeña ermita. En el siglo XII se construyó el antiguo templo parroquial que fue modificándose a lo largo de los siglos hasta convertirse en la actual Iglesia de San Miguel Arcángel. El antiguo carballo original que cobijaba el lugar de reunión popular o “concejo” fue sustituido por un moral del que, tras cientos de años aún puede admirarse un ejemplar (descendiente del original) a la puerta de la iglesia.
En la alta Edad Media el pueblo de Carbellino sufrió el azote de las llamadas “pestes”. La más devastadora fue la de la viruela que diezmó la población cuando la localidad comenzaba a tener cierta relevancia en la zona. La peste debió afectar a gran parte de los vecinos y se registraron decenas de muertes. Las creencias populares intentaron frenar el avance de la terrible peste colocando una gran cruz de piedra justo en mitad del pueblo, junto al camino de Roelos de Sayago que divide en dos partes al término municipal. Esta cruz data del siglo XV y es el símbolo más característico de Carbellino y, aparte de por su belleza estética y esbeltez, su peculiaridad viene dada por los bultos tallados en su superficie que representan las pápulas y vesículas características de la temida viruela. Por ese tallado característico se la conoce como Cruz de los Burbujos y aún hoy se le atribuyen poderes milagrosos. Se creía que dicha cruz no permitiría que la peste pasara desde el “barrio arriba” hasta el “barrio abajo” y viceversa, de manera que así siempre habría un 50% del territorio libre de enfermedad. Para los que ya estuviesen infectados, la cruz les ofrecía una solución: aquel que se sometiera a un lavado con el agua bendecida del pozo que hay junto a la cruz y lograra besar cada uno de los “Burbujos” tallados en la piedra, comenzaría a curarse de sus males. Este ritual se mantuvo con bastante éxito durante el tiempo que duraron las pestes, por lo que Carbellino, su agua y su cruz llegaron a ser conocidos incluso lejos de Sayago. Pero la viruela ya había dejado al pueblo debilitado. Durante décadas Carbellino estuvo dependiendo de la vecina localidad de Roelos de Sayago, que se convirtió en el pueblo más próspero de la zona. Aún hoy puede comprobarse la estrecha relación que tuvieron ambas localidades en un escrito grabado en una de las paredes interiores de la catedral de Zamora en la que se menciona a “Orlelos” y “Carviglino” como parte de las posesiones de un mismo noble leonés.

## Edad Moderna
En 1749 los datos de Carbellino aparecen detallados en el catastro de la Corona de Castilla encargado por el Marqués de la Ensenada. Los datos demuestran que la población se había recuperado y que las actividades ganaderas eran las de mayor importancia, aunque ya por entonces se mencionaba la importancia de la producción agrícola. Tejares, alfares, molinos, batanes, telares… son mencionados en documentos de la época y fueron los que dieron fama a la localidad durante los últimos siglos. Las mantillas y mantas de lana fabricadas por los numerosos artesanos del pueblo contribuyeron al prestigio internacional de la manta zamorana. Pero si por algo aún es recordado Carbellino es por su alfarería, de la que aún quedan bellos ejemplos en muchas casas de la comarca, en los museos especializados y en manos de algunos coleccionistas. En las proximidades de la ermita aún quedan en pie dos hornos de alfarería en buenas condiciones de conservación. En el pago de Carreros puede visitarse el barrero de donde se extraía la materia prima. A pocos kilómetros del casco urbano se encuentra el pago del tejar, con los restos del antiguo horno y el lugar donde se elaboraron las tejas de tipo árabe, de parte de las edificaciones de la comarca durante los últimos siglos. Las nuevas tecnologías y los cambios sociales hicieron que la producción artesanal del barro de Carbellino acabara en la última década del siglo XX, aunque aún viven una pequeña parte de los artesanos.

## Siglo XX
La historia de Carbellino sufrió un dramático cambio en el siglo XX. La población censada en el municipio pasó de ser cercana a los 1000 habitantes a principios de siglo a contar con poco más de 280 habitantes en 1998, y la tendencia aún no se ha frenado. Las causas de esta despoblación son comunes a toda la comarca de Sayago. Las crisis políticas y económicas del país provocaron dos grandes éxodos de población, en los años 20 y en los años 50, hacia países del continente americano (Argentina, Chile, Venezuela y Cuba principalmente). Pero el goteo migratorio ha sido constante en el último siglo. La introducción de maquinaria para labores agrícolas, el desarrollo industrial en otras regiones más prósperas y, sobre todo, el olvido y abandono al que se ha sometido a las zonas rurales de Castilla y León por parte de las administraciones, han convertido a la zona en una de las menos desarrolladas de España en cuanto a infraestructuras se refiere, por lo que las dificultades naturales de desarrollo se han visto agravadas, haciendo que la mayoría de la población joven busque mejores condiciones de vida en otras regiones de Europa y del resto de España, económicamente más favorecidas.
Otro problema actual de Carbellino, que afecta a más pueblos zamoranos y salmantinos, deriva del incumplimiento de un compromiso de las autoridades y la empresa hidroeléctrica responsables de la creación del embalse de Almendra construida en los años 60. Los pueblos ribereños fueron condenados al aislamiento mutuo, hundiéndose bajo las aguas los numerosos puentes y caminos que favorecían el intercambio comercial y social. Carbellino vio cómo bajo el Tormes desaparecieron para siempre un imponente puente de hierro (referente de ingeniería de la época) y varios puentes de piedra que cruzaban el río y sus riveras para comunicarse con pueblos salmantinos como Monleras, Vitigudino o Ledesma. El actual embalse acabó con gran parte de sus posibilidades comerciales y las relaciones sociales con el norte de Salamanca, además de anegar terrenos fértiles, aceñas, molinos y batanes. Iberduero y las autoridades se comprometieron a enmendar esta situación con la construcción de un puente que comunicara Sayago con la comarca del Campo de Ledesma justo en el punto en donde hoy se encuentra la conocida como “carretera cortada” que baja hasta las playas del embalse desde el pueblo de Carbellino. El cumplimiento de este compromiso de construcción de esta vía de comunicación sería un impulso socioeconómico importante para ambas márgenes del río Tormes.
En las últimas décadas el pueblo se ha ido modernizando con la construcción de nuevas infraestructuras y edificios comunes. La depuradora del agua de la comarca, los depósitos de agua, el frontón, la farmacia, los lavaderos de ganado, el consultorio, el centro cultural con el salón de actos, la biblioteca, la sala de informática, la sede de la asociación de mujeres, el tanatorio,la báscula, el punto limpio o la mejora de las calles y caminos son ejemplos de esta renovación. Aún no se han comenzado a desarrollar las posibilidades turísticas del territorio, ni se ha dado un impulso lúdico-deportivo sostenible de las aguas del embalse.
En la actualidad Carbellino se ha convertido en un pueblo ganadero con miles de cabezas de ovino y varios centenares de vacuno (de carne y de leche), además de numerosas explotaciones porcinas en su territorio. La iniciativa privada ha hecho posible la existencia de un Centro de Turismo Rural con restaurante, varias casas de alquiler, merenderos, calas y playas frecuentadas por pescadores, ornitólogos, senderistas, botánicos, deportistas y familias que comienzan a conocer este emergente destino de turismo rural.
En la actualidad se encuentran en marcha obras públicas como la conversión del frontón en polideportivo municipal, con el cerramiento total del edificio y la instalación de gradas para el público. También siguen las obras de la carretera que une a Carbellino con la localidad vecina de Roelos de Sayago, con el ensanche de la calzada y la construcción del nuevo viaducto sobre la rivera. Además los talleres de empleo promovidos por la Junta de Castilla y León y la Diputación de Zamora están recuperando el edificio de la "Casa de los maestros" y construyendo el parque y la fuente nueva del camino del cementerio. En enero de 2011, la Consejería de Cultura y Turismo ha sacado a licitación la restauración de las pinturas murales de la iglesia de San Miguel, por un total de 127.250 euros, según publicación del Boletín Oficial de Castilla y León (Bocyl), gracias a la inversión cofinanciada al 75 por ciento con Fondos de Cooperación Transfronteriza España-Portugal.